# Бенгтсфорс (коммуна)
Бе́нгтсфорс (коммуна или муниципалитет) (швед. Bengtsfors kommun) — муниципалитет в округе Вестра-Гёталанд на западе Швеции с населением в 9409 человек. Его резиденция находится в городе Бенгтсфорс.
Нынешний муниципалитет был образован в 1971 году, когда бывший рыночный город (кёпинг) Бенгтсфорс (образованный в 1926 году) был объединён с муниципалитетами Бекефорс, Лелонг и Стенебю.

## География
В муниципалитете много водных пространств, состоящих из озёр и ручьёв. Это делает его хорошим местом для гребли на каноэ, рыбалки и купания.
Каждый год проводится марафон по гребле на байдарках и каноэ под названием Dalslands Kanot Marathon+, или DKM+. Это длиною в 55 км (марафон «плюс»), проходящий через множество муниципальных ручьев, и одно из крупнейших в Швеции соревнований по гребле на байдарках и каноэ.
Бенгтсфорс также пересекает Дальсландский канал.

### Населенные пункты в коммуне и количество жителей
- Бенгтсфорс (3224)
- Биллингсфорс (1141)
- Бэккефорс (675)
- Дальс-Лэнгед (1349)
- Густавсфорс (175)
- Скэпафорс (317)